# Vua đầu bếp Anh
Vua đầu bếp (MasterChef) là một chương trình cuộc thi tổ chức bởi Endemol Shine UK và Banijay và phát sóng trên hơn 60 quốc gia trên thế giới. Ở Vương quốc Anh, nó được làm bởi BBC. Chương trình ban đầu phát sóng từ năm 1990 đến 2001 và trở lại năm 2005 dưới tên MasterChef Goes Large.  Chương trình dùng một bố cục mới do Franc Roddam và John Silver tạo ra, và sản xuất bởi Karen Ross. vào năm 2008, tên được đổi lại thành MasterChef nhưng bố cục thì hầu như không đổi.
Sê ri hiện tại có 4 phiên bản: sê ri Vua đầu bếp (MasterChef) chính; Vua đầu bếp: Người nỏi tiếng (Celebrity MasterChef); Vua đầu bếp: Nhà nghề (MasterChef: The Professionals), với những đầu bếp đang làm việc; và Vua đầu bếp nhí (Junior MasterChef), với các em nhỏ có độ tuổi từ 9 đến 12. Kiểu và bốc cục của chương trình đã được làm lại nhiều nơi trên thế giới với các phiên bản quốc tế.

## Sê ri gốc
Trong sê ri nguyên bản, đầu bếp tại gia thi đấu với nhau để có được danh hiệu Master Chef (Vua đầu bếp). Chương trình gồm chín vòng tiến tới vòng chung kết.  Trong mỗi vòng, ba thí sinh được giao nhiệm vụ chuẩn bị một bữa ăn ba phần trong dưới 2 giờ. Thí sinh có thể chọn món ăn, nhưng có một hạn chế về giá tiền của thành phần. Nguyên liệu và dụng cụ "thường ngày"được cung cấp,và thí sinh cũng có thể mang đến tối đa 5 nguyên liệu hây dụng cụ "đặc biệt".
Sự xuất hiện ban đầu của sê ri được trình bày bởi Loyd Grossman, người được tham gia cùng một đầu bếp chuyên nghiệp hay người nổi tiếng để cùng làm giám khảo. Trong mỗi tập, Grossman và giám khảo khách mời nói chuyện về các thực đơn, nói chuyện với các thí sinh, và cuối cùng ăn và đánh giá món đó. "Việc xếp hạng và đánh giá" của các giảm khảo thường được không quay, nhưng các tập sau đã hiển thị một số chi tiết nổi bật của việc xếp hạng sau khi món ăn được nếm thử và người chiến thắng được vinh danh.
Vào năm 1998, Grossman đã chọn  tạm nghỉ và sê ri không được tiếp tục dưới sự vắng mặt của anh. Anh đã quay trở lại sê ri vào năm 1999 nhưng rời chương trình vào năm 2000.

### Grossman tham gia và lần sửa sang lại năm 2001
Vào năm 2001, chương trình được sửa sang lại sau một loạt những phản hồi kém. Giờ phát sóng được chuyển từ chiều chủ nhật trên BBC One sang tối thứ ba trên BBC Two và bố cục của chương trình đã được điều chỉnh. Giảm khảo nổi tiếng không còn được thêm vào và các thí sinh phải nấu một bữa ăn 2 món trong 90 phút, và thời gian được kéo dài thành 2 tiếng rưỡi vào tập cuối. Như một tiêu chuẩn thêm vào, mỗi thí sinh phải dùng cùng một nguyên liệu chính trong mỗi món.
Vào tháng 10 năm 2000, Grossman rời đi trong sự tức giận với những thay đổi được đề ra và được thay thế bởi đầu bếp Gary Rhodes, người đã trước đây trình bày trong Vua đầu bếp Mĩ. Các lời khuyên của Rhodes với thí sinh bạo kích hơn Grossman và chương trình được hoan nghênh với những chi tiết nghiêm túc hơn, điều đã lấy cảm hững cho sê ri MasterChef Goes Large và các chương trình cuộc thi nấu ăn sau này như Hell's Kitchen. Tuy nhiên, phiên bản mới của chương trình không nhận được đánh giá mong muốn và đã bị hủy bởi BBC sau sê ri đầu tiên.

## Sê ri làm lại
Vào năm 2005, nhà điều hành sản xuất Franc Roddam và John Silver, cùng nhà sản xuất Karen Ross, làm lại hoàn toàn bố cục chương trình và giới thiệu một sê ri mới. Ban đầu nó được đặt tên là MasterChef Goes Large (Vua đầu bếp Mở rộng), nhưng tên đã chuyển lại về MasterChef (Vua đầu bếp) vào năm 2008. Sê ri mới có giám khảo là John Torode và Gregg Wallace, và lồng tiếng bởi India Fisher.
Chương trình trở nên rất nổi tiếng và nó trở thành một trong những chương trình buổi tối thành công nhất của BBC Two, dẫn đến một thông báo của BBC vào năm 2009 rằng nó sẽ được chuyển về BBC One.

### Bố cục

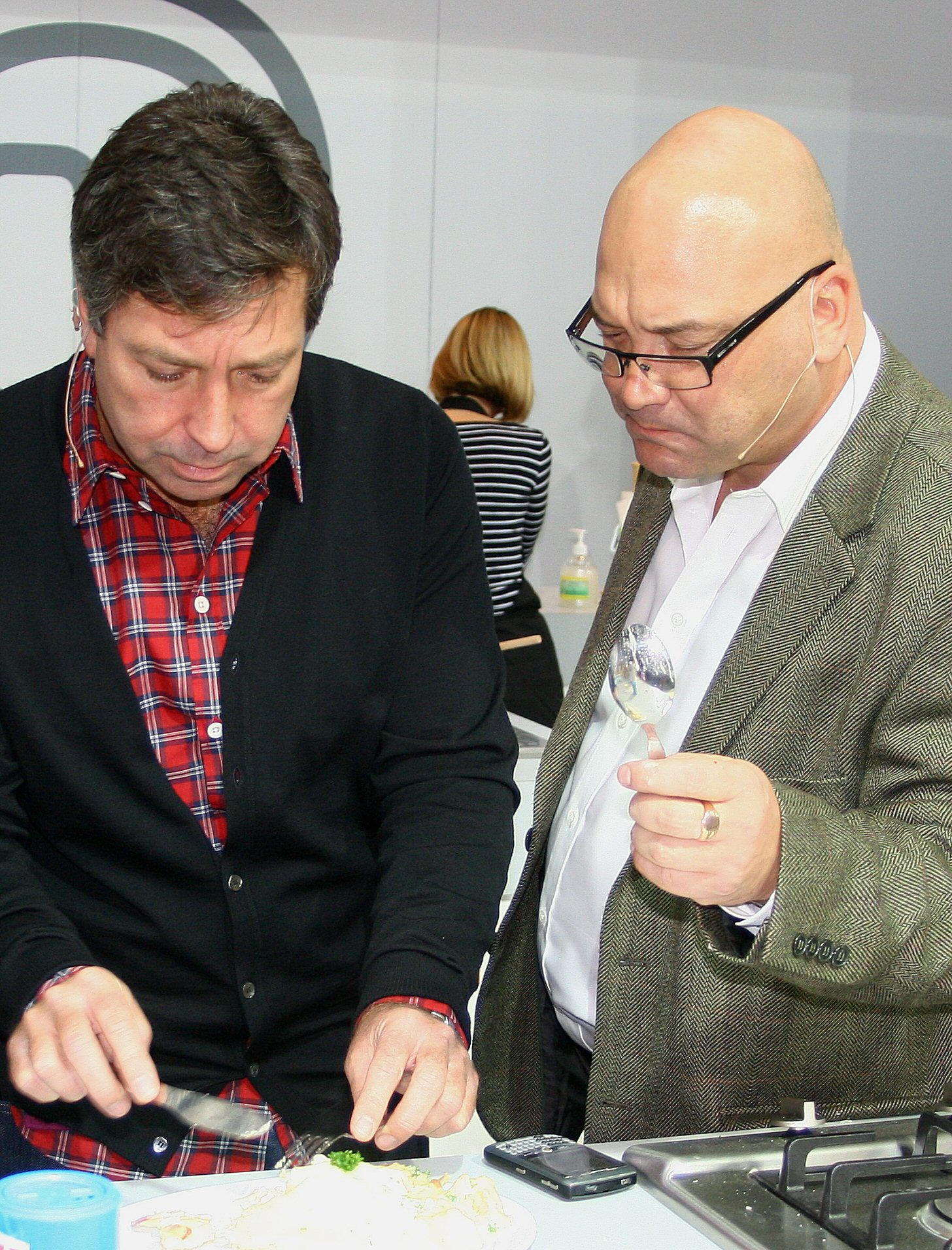
Giám khảo John Torode và Gregg Wallace trong Vua đầu bếp phát trực tiếp, London, 2009

Mỗi sê ri được phát sóng trong năm đêm mỗi tuần trong tám tuần. Trong sáu tuần đầu tiên, 4 tập đầu tiên của mỗi tuần là vòng đấu và tập thứ năm là vòng tứ kết. Sáu thí sinh tham gia mỗi vòng đấu và người chiến thắng vòng đấu sẽ tham gia vào vòng tứ kết. Và cuối mỗi tuần, bốn người tham gia tứ kết sẽ đầu với nhau và người chiến thắng lọt vào vòng bán kết. Sau sáu tuần, sáu người của vòng bán kết dấu trong hai tuần cuối.
Vào năm 2010, giám khảo được có nhiều quyền lợi hơn, cụ thể là có thể thêm nhiều hơn một thí sinh vào vòng bán kết hay trong trường hợp đặc biệt là tất cả bị loại. Sê ri 7 của Vua đầu bếp có bố cục của vòng loại giống với The X Factor, nghĩa là đầu bếp nấu trước mặt giám khảo để giữ chân trong cuộc thi. Hơn 20,000 người đăng kí tham gia vòng loại của sê ri.